# جون أرشيبالد مكدونالد (سياسي)
جون أرشيبالد مكدونالد هو سياسي كندي، ولد في 1865، وتوفي في 1929. حزبياً، نشط في حزب ساسكاتشوان المحافظ التقدمي. وقد انتخب عضو المجلس التشريعي من ساسكاتشوان.